# Речной трамвай

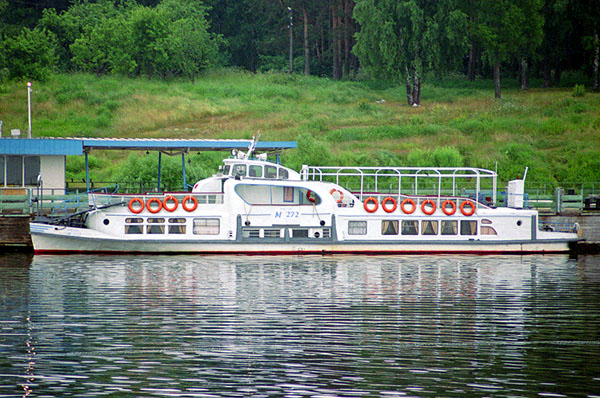
Классический речной трамвай — теплоход «Москвич»

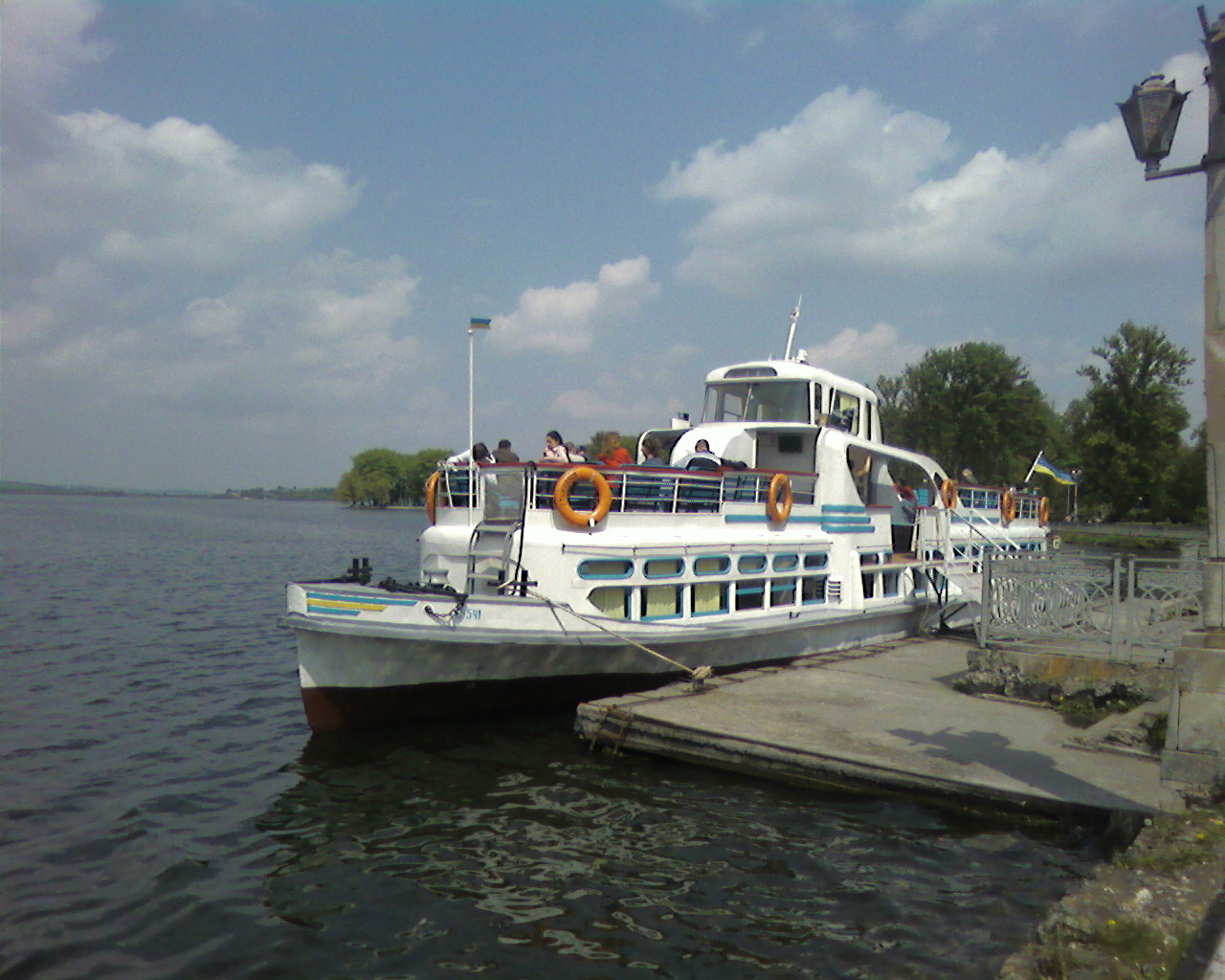
Теплоход «Герой Танцоров» (ПТ-150) на Тернопольском пруду

Речной трамвай — транспорт, который перевозит пассажиров и туристов бывшего СССР. Хотя официального термина[уточнить] «речной трамвай» (также: водный трамвай) не существует, так часто называют речные пассажирские суда небольшого водоизмещения, работающие в экскурсионном режиме или в режиме общественного транспорта в городах или на ближних пригородных маршрутах.
Характеристики «усреднённого»[уточнить]речного трамвая:
- Пассажировместимость: до 150—200 человек.
- Скорость: 20-60 км/ч. Более быстрые суда на подводных крыльях речными трамваями, как правило, не называют, обиходное их название — «Ракеты» (при этом так называют все небольшие суда на подводных крыльях, а не только суда конкретного типа «Ракета»)[источник?].

## История в России и СССР

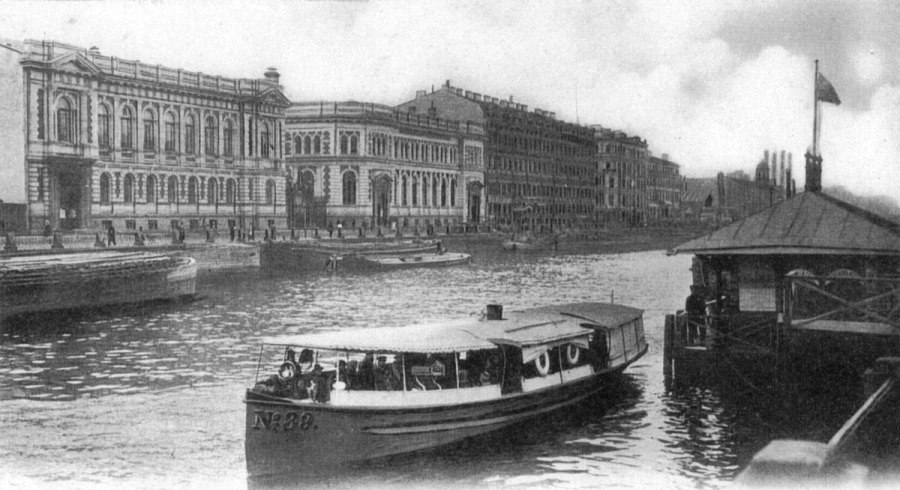
Пароход «Финляндского легкого пароходства» на реке Фонтанке

Во многих городах Европейской России владельцем этих линий выступало Финляндское общество лёгкого пароходства, а пароходики получили в народе название «финляндчик» (в Нижнем Новгороде исказилось до «фильянчик»).

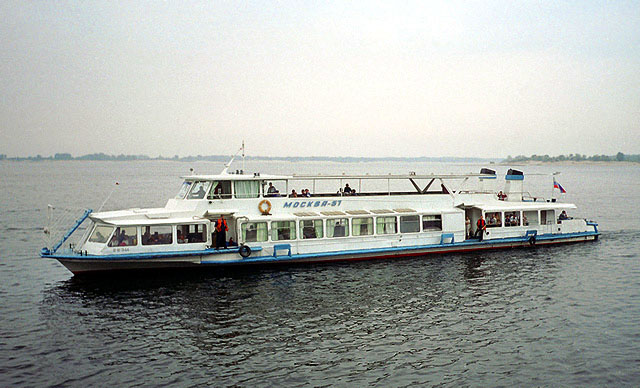
Теплоход типа «Москва» — наиболее распространённый в России в начале XXI века «речной трамвай»

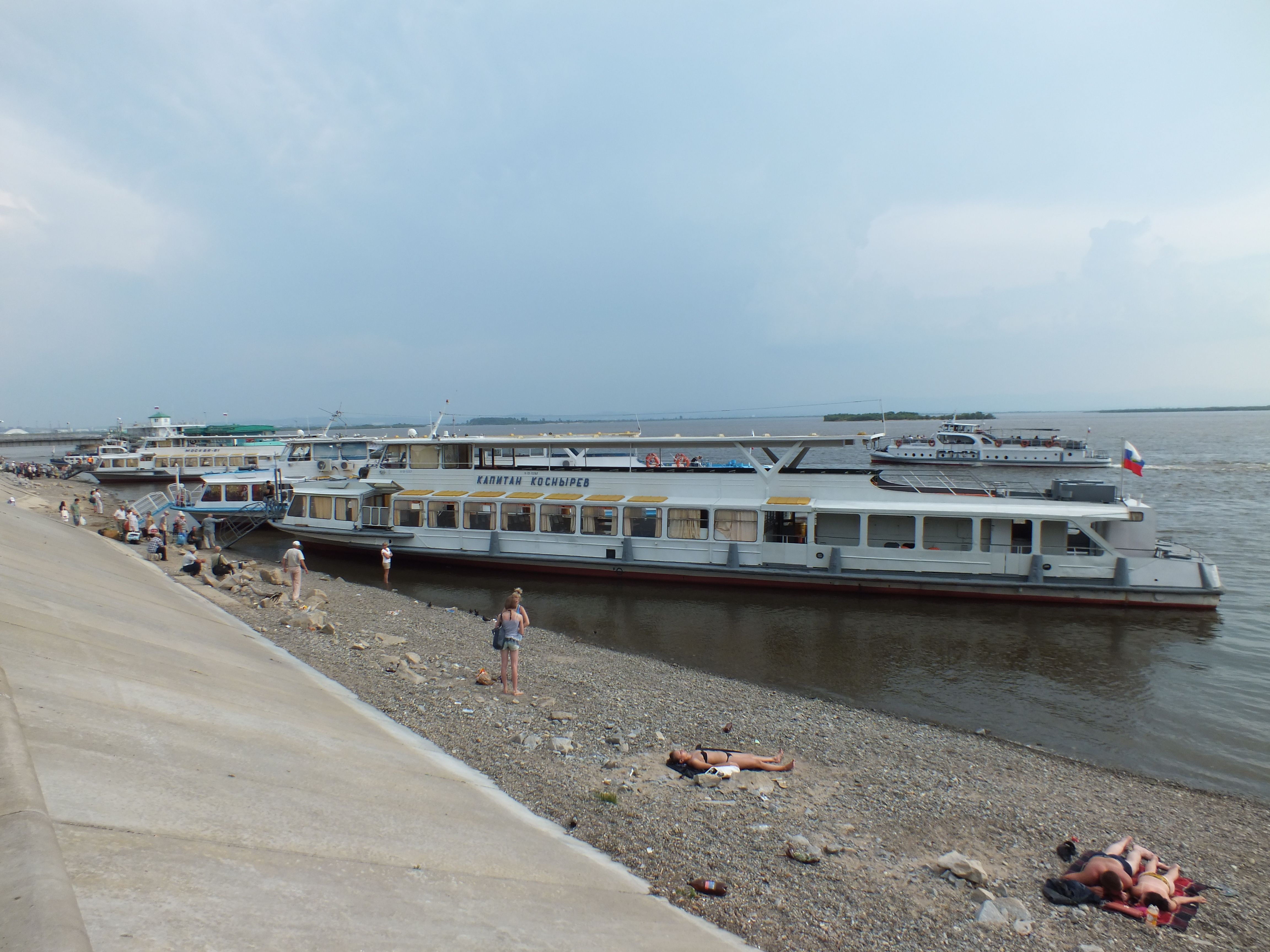
Теплоходы «Москва» и «Москвич» в Хабаровске перевозят дачников на левобережные острова.

В Российской империи первые «речные трамвайчики», то есть суда, предназначенные для внутригородских пассажирских перевозок, появились в начале XX века в Санкт-Петербурге, Нижнем Новгороде, Киеве и других городах. В роли речных трамвайчиков использовались небольшие катера-пароходы.
В Москве речные трамвайчики появились в 1923 году. Первоначально ими заведовало Московско-Окское управление речного транспорта, а в 1933 году было организовано специализированное Московское пригородное пароходство. Флот пароходства состоял из 70 небольших катеров производства Городецкой верфи, бравших на борт 40-100 пассажиров. В довоенной Москве популярностью пользовались маршруты Каменный мост — Заозёрье и Дорогомиловский мост — завод АМО.
В 1920—1930 годы речные трамвайчики появились и во многих других городах СССР. Первоначально каждый город строил речные трамвайчики своими силами, поэтому в разных городах они имели разный внешний вид, тип силовой установки, особенности конструкции. Зачастую эти суда были мелкосидящими, что позволяло им подходить к берегу даже там, где не было причалов и дебаркадеров.
К середине 1930-х годов речные трамвайчики стали частью транспортной системы таких городов, как Москва, Ленинград, Горький, Сталинград, Ростов-на-Дону и некоторых других. Также их использовали на пригородных перевозках. Тогда же начали прилагаться усилия по стандартизации и унификации подвижного состава городского речного транспорта. В 1930 году коллективом инженеров во главе с С. П. Будариным был создан типовой теплоход для внутригородских перевозок с пассажировместимостью в 119 человек. Чуть позже было создано судно повышенной вместимости (до 250 пассажиров) для пригородных перевозок.
До начала Великой Отечественной войны был создан ещё один тип малых пассажирских речных судов — тип «Леваневский» (1937 год). В 1939 году началась разработка нового типа речного трамвая, но его созданию помешала война.
После войны, с 1948 года, на смену старым судам стали приходить современные теплоходы типа «Москвич». Аналогичные им теплоходы «ПТ-150» строились в Херсоне. Позднее были созданы теплоходы «Москва», которые широко используются и сейчас. В то же время значение внутригородского речного транспорта стало быстро снижаться, сейчас в большинстве городов он используется только в экскурсионных целях, хотя в некоторых городах речные трамвайчики и сейчас работают в режиме общественного транспорта. Например, по Волге в Самарской области (Самара, Тольятти, Сызрань).
Как прогулочный вид, речной трамвайчик всё больше используется в Орле, где в пределах городской черты уровень реки Оки поддерживается плотиной ТЭЦ.
При организации в 2010 году системы водного городского общественного транспорта Санкт-Петербурга она получила название Аквабус, то есть водный автобус.

## Речной автобус
Также бытует название «речной автобус». Но происхождение этого термина неясно и его толкование неоднозначно. Однозначно известно следующее: термин родился в 1960-х годах, когда на междугородние и пригородные речные маршруты вышли теплоходы типа «Заря». Тогда в ряде расписаний движения судов и появилось словосочетание «речной автобус». Однако непонятно, относился ли этот термин к теплоходу, которой своей компоновкой и габаритами действительно напоминает автобус («Заря» — небольшой однопалубный скоростной теплоход, имеющий 66 пассажирских мест, расположенных как в автобусе), или же так назывался маршрут, по которому курсировал теплоход, так как режим его движения напоминал пригородный автобус — частые остановки, зачастую в неприспособленных местах. Возможно, название пошло и от того, что «Заря» отличалась от ходивших ранее местных пассажирских судов повышенной скоростью хода, соответствовавшей автобусам тех лет (45 км/ч).
Вполне вероятно и более простое объяснение, что теплоход «Заря» получил название речной автобус просто из-за внешнего сходства с некоторыми автобусами тех лет. Особенно сильно формы этого теплохода похожи на популярные в 1960-е годы автобусы Икарус-55, ЛАЗ-695, ПАЗ-672: тонированные овальные окна в верхней скруглённой части салона, покатая задняя часть, воздухозаборник.
Позже, термин «речной автобус» стал применяться и к судам аналогичного назначения, но других типов: «Полесье», «Луч», «Линда».

## Общественный водный транспорт в других странах

### Европа

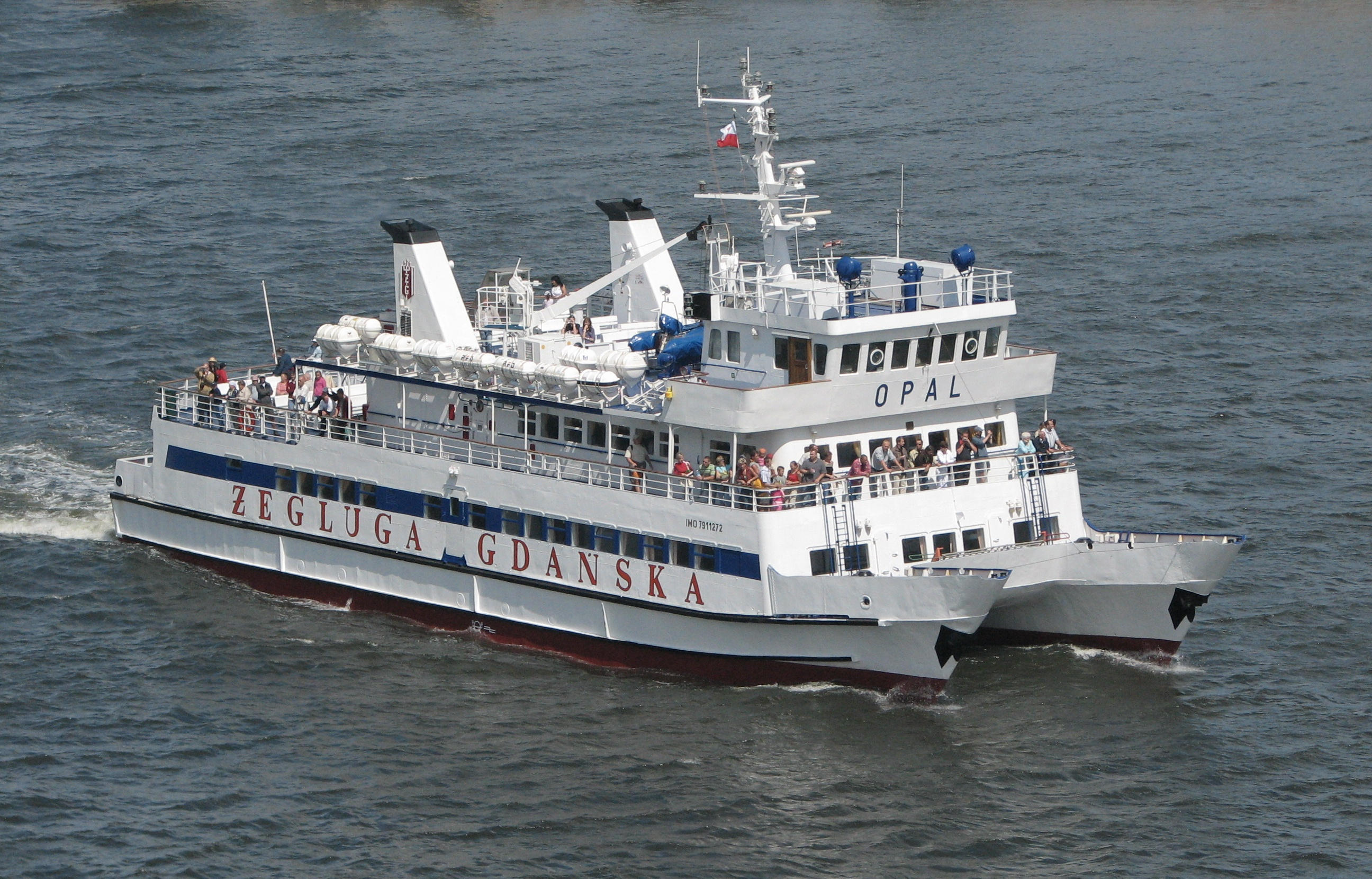
Такие мореходные водные трамваи-катамараны курсируют между Гданьском, Сопотом и Гдыней

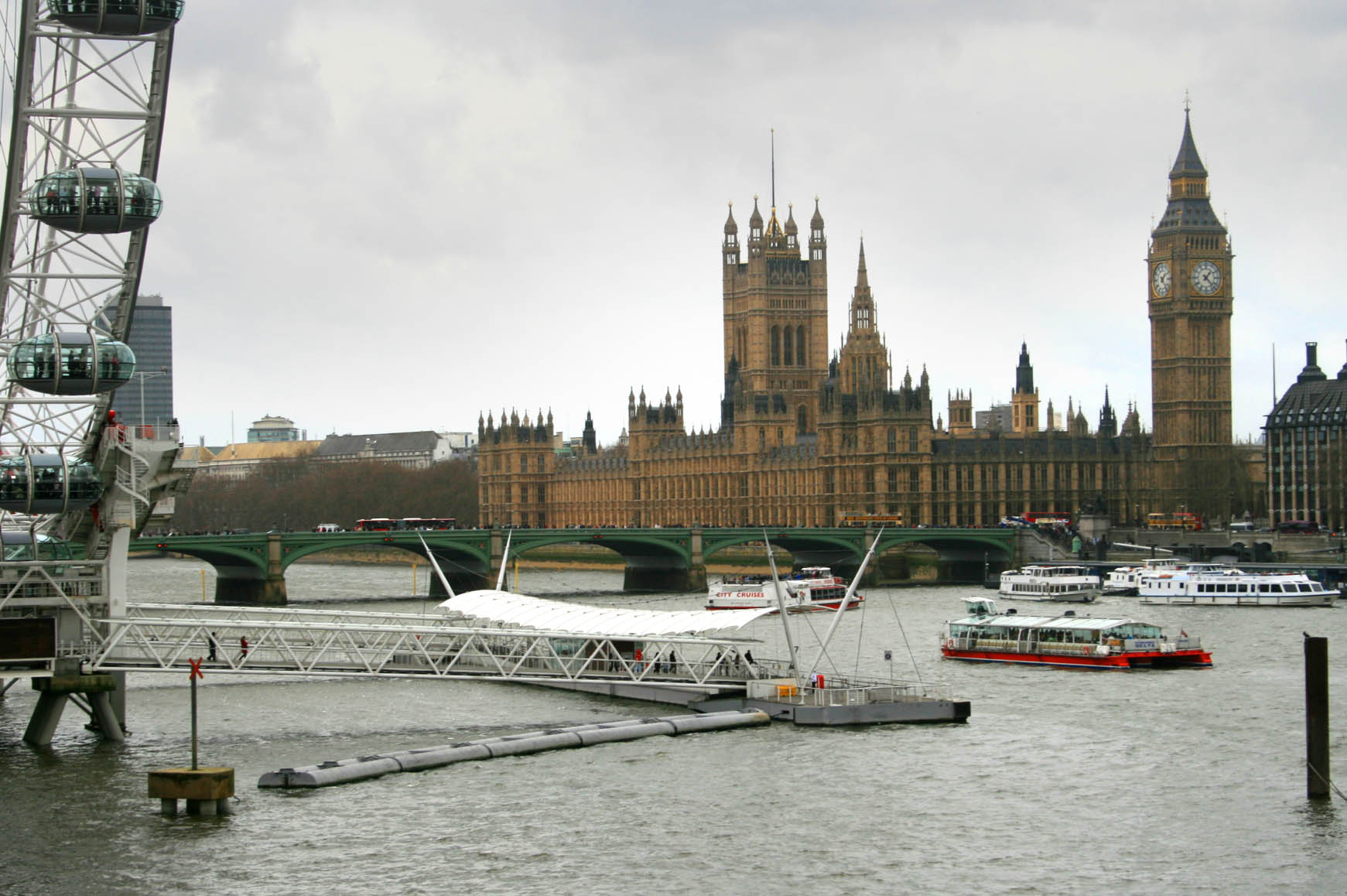
London River Services

Термин «водный трамвай» (пол. Tramwaj wodny) используется также в Польше, где к водным трамваям причисляют не только речные, но и каботажные (береговые) морские пассажирские суда, в том числе и довольно большие. В Польше водные трамваи действуют в Варшаве, Быдгоще, Гданьске, Гдыне, Сопоте, Щецине и других городах.
В городах Западной Европы городской и пригородный пассажирский водный транспорт в основном занимает туристическо-экскурсионную нишу, однако в некоторых городах есть и общественный водный транспорт. Так в Лондоне действует целая сеть пассажирских водных маршрутов, известная как London River Services. Некоторые маршруты нацелены на туристов, другие чаще используются самими лондонцами как обычный общественный транспорт, например для поездок на работу. Хотя London River Services лицензируются Transport for London, эксплуатация осуществляется частными фирмами, и на водных маршрутах Лондона проездные на автобус и метро не действуют (хотя могут давать скидки).
В Париже система пассажирских катамаранов Voguéo действует также в туристических целях и как регулярный транспорт.
В конце XX века в Нидерландах в рамках развития системы общественного транспорта была внедрена концепция «Openbaar vervoer te water» («общественный транспорт на воде»), использующая уникальное физико-географическое положение страны — обширную систему каналов в городах и в прочих местах на значительной части территории, находящейся ниже уровня моря, защищенной дамбами. До этого местные водные пассажирские перевозки в Нидерландах ограничивались паромными переправами, которые в соответствии с нидерландским законодательством относятся не к общественному транспорту, а к дорожной сети. «Общественный транспорт на воде», в свою очередь, субсидируется как общественный транспорт, наряду с трамваями и автобусами. По состоянию на осень 2006 года в Нидерландах действуют пять транспортных служб, соответствующих концепции «Общественный транспорт на воде»:
- Aqualiner: Алмере — Хёйзен
- Fast Flying Ferries: Амстердам — Велсен (использует суда на подводных крыльях «Восход» украинского производства)
- Fast Ferry: Дордрехт — Роттердам
- Waterbus: Дрехтстеден
- Flevo Ferries: Лелистад — Амстердам

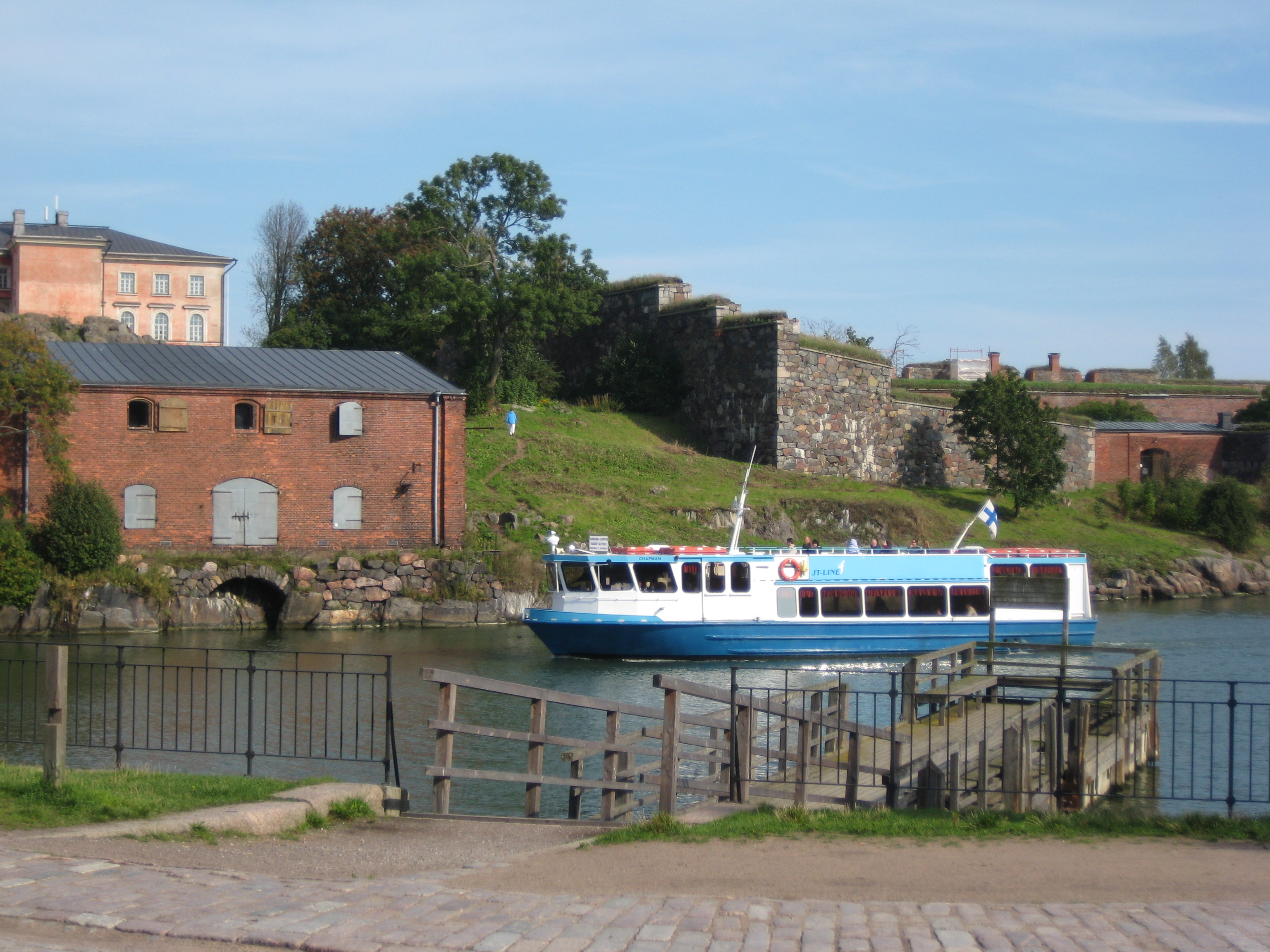
Водный автобус JT-Line (Суоменлинна, Финляндия)

В Финляндии от материкового Хельсинки до крепости Суоменлинна курсирует «водный автобус» (фин. vesibussi).

### Водные такси

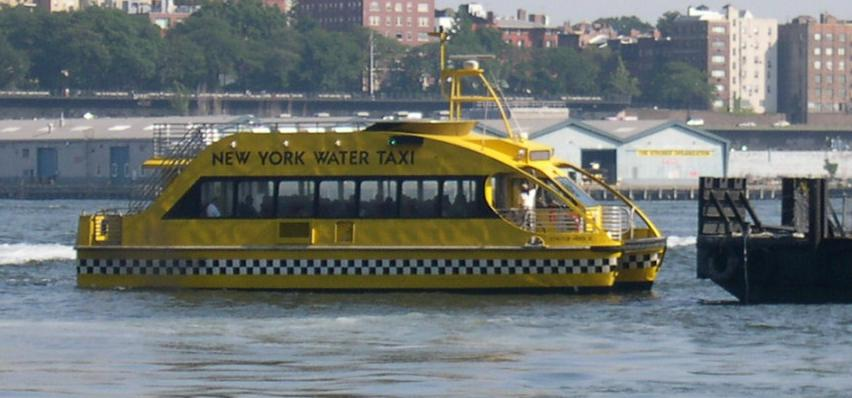
«Водная маршрутка» в Нью-Йорке

В англоязычных странах (в Северной Америке и Новой Зеландии) городской общественный водный транспорт часто называют «водным такси» (англ. water taxi), хотя на русский язык это понятие было бы правильнее перевести как «водная маршрутка», так как такие водные такси ходят по установленным маршрутам и перевозят довольно большое количество пассажиров. Ходящие по расписанию водные такси действуют в Нью-Йорке, Бостоне, Балтиморе, Торонто, Окленде и других городах. В Венеции же водными такси называют небольшие катера, которые действуют в том же режиме, что и обыкновенные, «автомобильные» такси. Суда, перевозящие больше число пассажиров по определённым маршрутам, в этом городе называют «водными автобусами» (вапоретто, итал. vaporetto).

#### Типы речных трамваев
- Суда, обычно называемые «речными трамваями»:
  - «Москвич»
  - «Москва»
  - «Каштан»
- Более крупные суда, которые, однако, иногда тоже называют речными трамваями:
  - ОМ
  - «Леваневский»

#### Речные трамваи в разных городах
- Москва
- Санкт-Петербург
- Владивосток
- Хабаровск
- Тольятти
- Севастополь
- Орёл
- Париж
- Венеция